# The Spinners

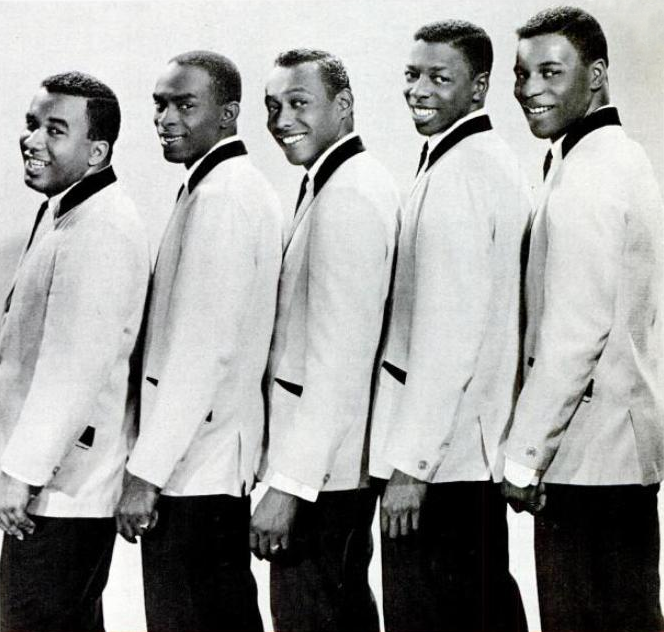
The Spinners, 1965

The Spinners (deutsch die Kreisel oder die (Wolle-)Spinner) ist eine US-amerikanische Soul-Vokalgruppe, die 1954 gegründet wurde und ihre größten Erfolge in den 1970er Jahren hatte. Um sie von der gleichnamigen britischen Band zu unterscheiden, wurde die Gruppe im Vereinigten Königreich während ihrer Motown-Zeit „The Motown Spinners“, meist aber – nach ihrem Herkunftsort – „The Detroit Spinners“ genannt.

## Karriere
Die Highschool-Freunde Billy Henderson, Henry Fambrough, Pervis Jackson, James Edwards und C. P. Spencer traten seit 1954 in ihrer Heimatgegend um Detroit als „The Domingoes“ auf. Für Edwards und Spencer kamen bald Bobbie Smith und George Dixon. Später gab es verschiedene Umbesetzungen.
Ab 1961 nannte sich die Gruppe „The Spinners“. Im selben Jahr hatten sie ihren ersten Hit bei Tri-Phi Records mit That’s What Girls Are Made For, Platz 27 der US-Pop-Charts. 1963 kaufte Motown Records Tri-Phi auf. Bis auf vereinzelte Erfolge blieb jedoch der erhoffte kommerzielle Durchbruch zunächst aus.
Nach fünf Jahren ohne Platzierung in den Billboard Hot 100 erreichten die Spinners 1970 mit It’s a Shame, geschrieben und produziert von Stevie Wonder, Platz 14. Die Gruppe verließ Motown und unterzeichnete bei Atlantic Records. Als neuer Führungssänger kam Philippé Wynne dazu.
Alleine von ihrem ersten Album bei Atlantic, The Spinners (1972), wurden fünf Top-100-Singles ausgekoppelt, von denen zwei die Top 10 erreichten, I’ll Be Around (Platz 3) und Could It Be I’m Falling in Love (Platz 4). Dieses Album wurde in den Sigma Sound Studios von Philadelphia produziert, wo die Spinners bis 1974 blieben. Vom Erfolg bei Atlantic profitierte auch Motown, wo die alten Spinners-Titel neu herausgebracht wurden.
1974 hatte die Gruppe mit Then Came You, einer Zusammenarbeit mit Dionne Warwick, ihre erste Nummer 1. Mit dem Weggang von Wynne 1977 ließ der Erfolg für einige Zeit nach. 1980 fanden sie jedoch den Weg zurück an die Spitze mit den Medleys Working My Way Back to You / Forgive Me, Girl (Nr. 2 in den USA, Nr. 1 in Großbritannien) und Cupid / I’ve Loved You for a Long Time (Nr. 4 in den USA).

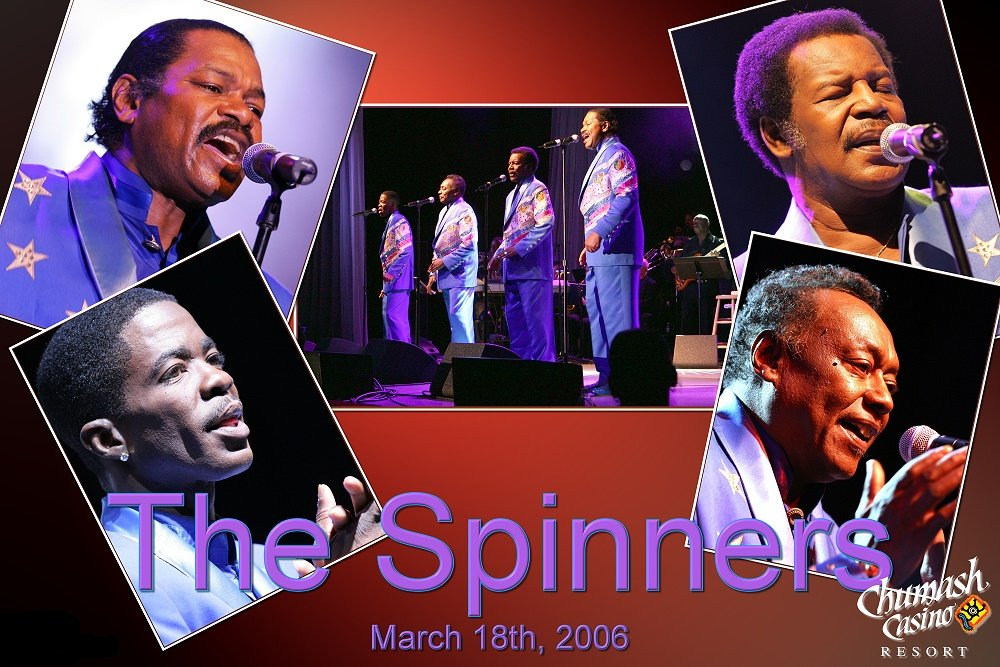
Plakat für ein Konzert der Spinners, 2006

Ihren letzten Hit in den Hot 100 hatten die Spinners 1983 mit Funny How Time Slips Away, dem Cover eines Stückes von Willie Nelson. Auch heute noch (2023) stehen sie auf der Bühne.
Am 7. Februar 2024 starb Gründungsmitglied Henry Fambrough im Alter von 85 Jahren eines natürlichen Todes. Damit war das letzte Gründungsmitglied der Spinners verstorben.

## Auszeichnungen
Die Spinners haben einen Stern auf dem Hollywood Walk of Fame. 1997 erhielten sie den Pioneer Award der Rhythm and Blues Foundation, 1999 wurden sie in die Vocal Group Hall of Fame aufgenommen.

## Diskografie

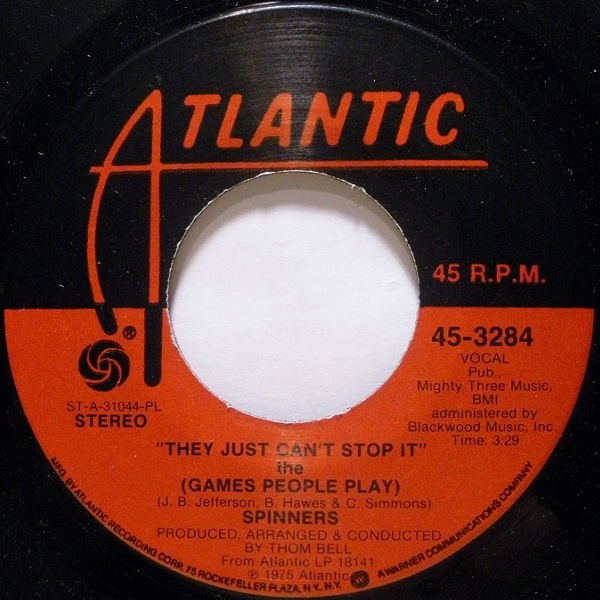
Label der Single Games People Play

Studioalben

| Jahr | Titel Musiklabel                                    | Höchstplatzierung, Gesamtwochen, AuszeichnungChartplatzierungen (Jahr, Titel, Musiklabel, Platzierungen, Wochen, Auszeichnungen, Anmerkungen) | Höchstplatzierung, Gesamtwochen, AuszeichnungChartplatzierungen (Jahr, Titel, Musiklabel, Platzierungen, Wochen, Auszeichnungen, Anmerkungen) | Höchstplatzierung, Gesamtwochen, AuszeichnungChartplatzierungen (Jahr, Titel, Musiklabel, Platzierungen, Wochen, Auszeichnungen, Anmerkungen) | Anmerkungen                                                                       |
| Jahr | Titel Musiklabel                                    | UK | US | R&B | Anmerkungen                                                                       |
| ---- | --------------------------------------------------- | --- | --- | --- | --------------------------------------------------------------------------------- |
| 1970 | 2nd Time Around V. I. P. 405                        | — | US199 (2 Wo.)US | R&B46 (3 Wo.)R&B | Erstveröffentlichung: Oktober 1970                                                |
| 1973 | Spinners Atlantic 7256                              | — | US14 Gold · (28 Wo.)US | R&B1 (25 Wo.)R&B | Erstveröffentlichung: April 1973 Produzent: Thom Bell                             |
| 1974 | Mighty Love Atlantic 7296                           | — | US16 Gold · (35 Wo.)US | R&B1 (49 Wo.)R&B | Erstveröffentlichung: März 1974 Produzent: Thom Bell                              |
| 1974 | New and Improved Atlantic 18118                     | — | US9 Gold · (26 Wo.)US | R&B1 (32 Wo.)R&B | Erstveröffentlichung: Dezember 1974 Produzent: Thom Bell                          |
| 1975 | Pick of the Litter Atlantic 18141                   | — | US8 Gold · (26 Wo.)US | R&B2 (26 Wo.)R&B | Erstveröffentlichung: Juli 1975 Produzent: Thom Bell                              |
| 1976 | Happiness Is Being with the Spinners Atlantic 18181 | — | US25 Gold · (30 Wo.)US | R&B5 (28 Wo.)R&B | Erstveröffentlichung: Juli 1976 Produzent: Thom Bell                              |
| 1977 | Yesterday Today & Tomorrow Atlantic 19100           | — | US26 (13 Wo.)US | R&B11 (14 Wo.)R&B | Erstveröffentlichung: März 1977 Produzent: Thom Bell                              |
| 1978 | Spinners / 8 Atlantic 19146                         | — | US57 (13 Wo.)US | R&B34 (10 Wo.)R&B | Erstveröffentlichung: Dezember 1977 Produzent: Thom Bell                          |
| 1979 | From Here to Eternally Atlantic 19219               | — | US165 (4 Wo.)US | R&B61 (3 Wo.)R&B | Erstveröffentlichung: Mai 1979 Produzent: Thom Bell                               |
| 1979 | Dancin’ and Lovin’ Atlantic 19256                   | — | US32 (20 Wo.)US | R&B11 (29 Wo.)R&B | Erstveröffentlichung: November 1979 Produzenten: Michael Zager, Will Hatcher      |
| 1980 | Love Trippin’ Atlantic 19270                        | — | US53 (13 Wo.)US | R&B16 (31 Wo.)R&B | Erstveröffentlichung: Juni 1980 Produzent: Michael Zager                          |
| 1981 | Labor of Love Atlantic 16032                        | — | US128 (6 Wo.)US | R&B40 (11 Wo.)R&B | Erstveröffentlichung: März 1981 Produzent: Michael Zager                          |
| 1981 | Can’t Shake This Feelin’ Atlantic 19318             | — | US196 (4 Wo.)US | R&B34 (10 Wo.)R&B | Erstveröffentlichung: Dezember 1981 Produzent: Reggie Lucas                       |
| 1982 | Grand Slam Atlantic 80020                           | — | US167 (6 Wo.)US | R&B43 (7 Wo.)R&B | Erstveröffentlichung: Oktober 1982 Produzent: Freddie Perren                      |
| 1984 | Cross Fire Atlantic 80150                           | — | — | R&B47 (9 Wo.)R&B | Erstveröffentlichung: April 1984 Produzenten: Leon Sylvers III, William Zimmerman |